# V SS Cuerpo de Montaña
El V SS Cuerpo de Montaña es un unidad de la Waffen-SS, la formación se originó al final de la Segunda Guerra Mundial. El Cuerpo luchó en la línea del Oder como parte del 9° Ejército, en Fráncfort del Óder y en la Batalla de Berlín.

## Comandantes
- Obergruppenführer - Friedrich Jeckeln
- Obergruppenführer - Artur Martin Phleps

## Jefe de Estado Mayor
- Oberführer - Walter Harzer

## Formación
- 32.ª División de Granaderos SS «30 de Enero»
- 35.ª División de Granaderos SS y Policía
- 36° División Waffen de Granaderos SS
- 502.° Batallón Pesado Panzer